# Tadżykistan na Letnich Igrzyskach Paraolimpijskich 2008
Tadżykistan na Letnich Igrzyskach Paraolimpijskich w Pekinie reprezentowało 2 zawodników – jeden z nich nie przystąpił do rywalizacji.

## Kadra

### Podnoszenie ciężarów
- Zajtuna Rozikowa

kategoria poniżej 48 kilogramów kobiet – nie zaliczyła żadnej próby w rwaniu